# Les Vies rêvées d'Erica Strange
Pour les articles homonymes, voir Erica (homonymie).
Les Vies rêvées d'Erica Strange ou Les Vies rêvées d'Érica au Québec (Being Erica) est une série télévisée canadienne en 49 épisodes de 42 minutes, créée par Jana Sinyor et diffusée entre le 5 janvier 2009 et le 12 décembre 2011 sur le réseau CBC.
En France, la série est diffusée depuis le 14 décembre 2009 sur OCS Happy, au Québec, depuis le 1er septembre 2010 sur Séries+ et en Belgique, depuis le 9 mai 2011 sur La Deux.

## Synopsis
Erica Strange, jeune trentenaire vivant à Toronto, pense que sa vie est catastrophique et regrette certains événements de son passé. Elle rencontre au terme d'une série d'accidents un homme qui se présente à elle comme son thérapeute, le docteur Tom. Il lui demande d'écrire une liste des moments-clés de sa vie qui sont devenus ses plus grands regrets. Erica découvre alors que son thérapeute a le pouvoir de la renvoyer dans le temps pour revisiter ces moments. C'est l'occasion pour elle de comprendre son passé, et le mettre en perspective avec sa vie actuelle. Cependant, changer le passé n'est pas sans danger ou conséquences…

## Production

### Développement
La série a été créée par Jana Sinyor, la productrice gagnante d'un Emmy Award.

### Lieux de tournage
L'épisode pilote a été tourné à Vancouver en novembre 2007, alors que le reste de la première saison a été tourné de juillet à décembre 2008.
La chaîne CBC a mis en ligne depuis septembre 2011, pour le début de la quatrième saison, une page spéciale intitulée, La ville d'Erica qui recense, épisode par épisode et accompagnés d'extraits vidéo, les lieux de tournage de la série, à Toronto.

### Fiche technique
- Titre original : Being Erica
- Titre français : Les Vies rêvées d'Erica Strange
- Titre québécois : Les Vies rêvées d'Érica
- Créateur(s) : Jana Sinyor et Aaron Martin
- Réalisation : Holly Dale, Chris Grismer, Peter Wellington, Kelly Makin, Jeff Woolnough, Ron Murphy, David Wharnsby, Phil Earnshaw, Rick Rosenthal etc
- Scénario : Jana Sinyor, Aaron Martin, James Hurst, Daegan Fryklind, Michael MacLennan, Shelley Scarrow, Karen McClellan
- Décors :
- Costumes :
- Photographie :
- Montage :
- Musique : All I Ever Wanted to Be de Lily Frost
- Casting :
- Direction artistique :
- Production : 
  - Production exécutive : David Fortier, Ivan Schneeberg, Aaron Martin, Jana Sinyor
- Société de production : Temple Street Productions
- Société de distribution : CBC Television
- Format : Couleur - 1,78 : 1
- Pays d'origine : Canada
- Langue originale : Anglais
- Genre : comédie dramatique
- Durée : 42 minutes
- Public : tout public
- Version française réalisée par :
  - Société de doublage : Studio Nice Fellow
  - Direction artistique : Rosalia Cuevas
  - Adaptation des dialogues : Olivier Lips et Rodolph Freyt

 Source et légende : version française (VF) sur RS Doublage
 Source et légende : version québécoise (VQ) sur Doublage.qc.ca

### Diffusion internationale
En version originale
- Canada : depuis le 5 janvier 2009 sur le réseau CBC
- États-Unis : depuis le 19 février 2009 sur SOAPnet[6]
- Australie : depuis le 28 août 2009 sur ABC2
- Royaume-Uni /  Irlande : depuis le 28 septembre 2009 sur E4

En version française
- France : depuis le 14 décembre 2009 sur Orange Cinéhappy
- Québec : depuis le 1er septembre 2010 sur Séries+
- Belgique : depuis le 9 mai 2011 sur La Deux[1]
- Suisse : indéterminée

## Distribution

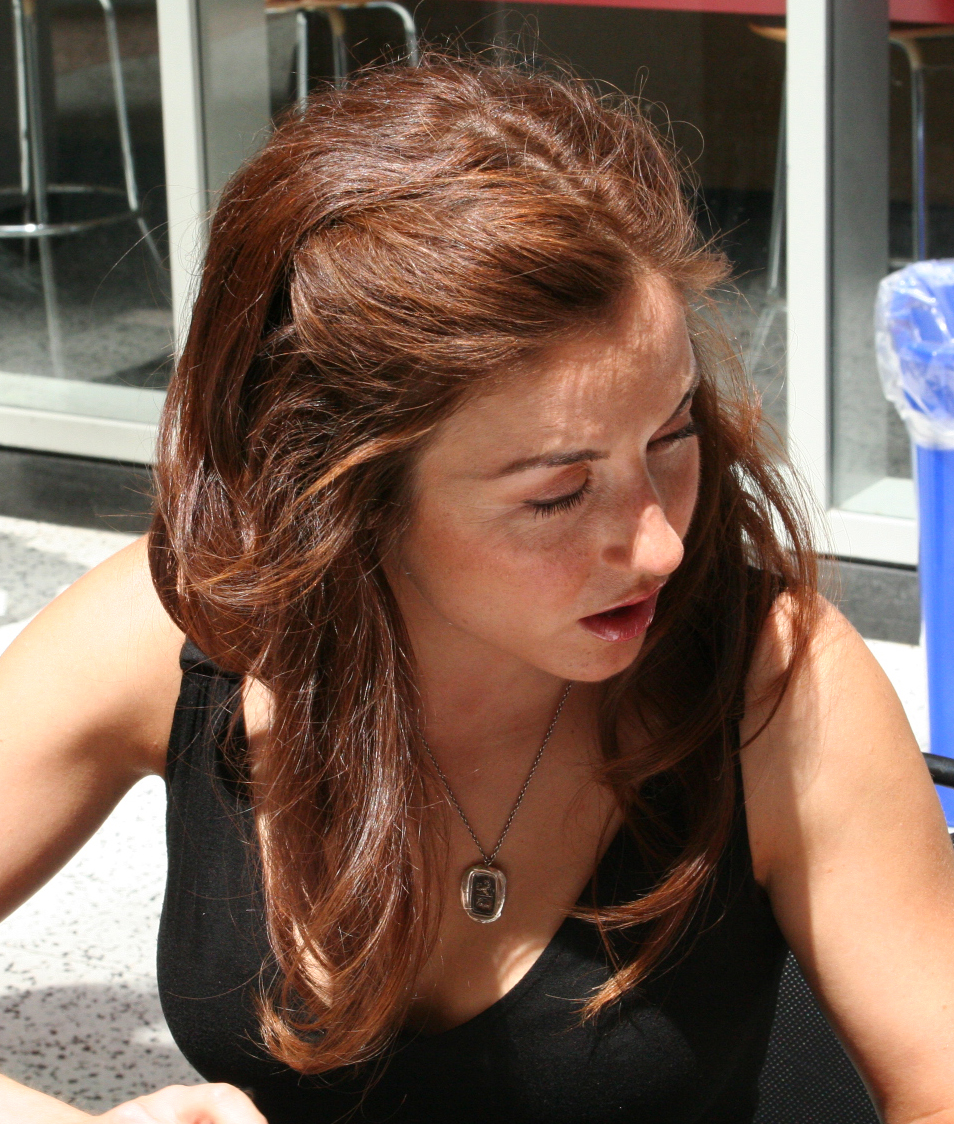
Erin Karpluk, actrice principale interprétant le rôle d'Erica Strange

### Acteurs principaux
- Erin Karpluk (VFB : Sophie Landresse ; VQ : Kim Jalabert) : Erica Strange
- Michael Riley (VFB : Franck Dacquin ; VQ : Sylvain Hétu) : Dr Tom Wexlar

### Acteurs récurrents
- Reagan Pasternak (VFB : Marie Van R ; VQ : Émilie Bibeau) : Julianne Giacomelli
- Tyron Leitso (VFB : Bruno Mullenaerts ; VQ : Hugolin Chevrette) : Ethan
- Vinessa Antoine (VFB : Delphine Moriau ; VQ : Catherine Hamann) : Judith
- Jeff Seymour (en) (VQ : Daniel Picard) : Thomas Friedken
- Michael P. Northey (VQ : François Trudel) : Ivan
- Morgan Kelly (en) (VFB : Sébastien Hébrant ; VQ : Benoit Éthier) : Brent Kennedy
- Joanna Douglas (VFB : Marcha Van Boven ; VQ : Aurélie Morgane) : Dr Samantha « Sam » Strange-McIntosh
- John Boylan (en) (VFB : Philippe Résimont ; VQ : Daniel Lesourd) : Gary Strange
- Kathleen Laskey (en) (VFB : Catherine Conet) : Barbara Strange
- Paula Brancati (VF : Mélanie Dermont ; VQ : Catherine Brunet) : Jenny
- Andrew Jackson : Marcus Stahl
- Devon Bostick (VF : Emmanuel Dekoninck ; VQ : Nicolas Bacon) : Leo Strange
- Bill Turnbull (VQ : Maxime Desjardins) : Dave
- Brandon Jay McLaren (VQ : Alexandre Fortin) : Lenin
- Joanne Vannicola (VQ : Michèle Lituac) : Dr Naadiah
- Adam MacDonald (VFB : Thierry Janssen) : Josh McIntosh
- Laurence Leboeuf (VFB : Claire Tefnin) : Claire
- Sebastian Pigott (VFB : Grégory Praet ; VQ : Nicholas Savard L'Herbier) : Kai Booker (saisons 2, 3, 4)
- Jadyn Wong (VQ : Émilie Gilbert) : Rachel
- Anna Silk : Cassidy Holland (saisons 1 à 3)
- Kim Roberts (VFB : Ethel Houbiers) : Camilla
- Adam Fergus (en) (VQ : Nicolas Charbonneaux-Collombet) : Adam Fitzpatrick (saisons 3 & 4)
- Graham Greene (VFB : Jean-Paul Landresse) : Dr Arthur

## Épisodes

### Première saison (2009)
Cette première saison de treize épisodes a été diffusée du 5 janvier au 1er avril 2009 sur CBC, au Canada.
1. Dr Tom (Dr Tom)
2. On est comme on est (What I Am Is What I Am)
3. Amour de jeunesse (Plenty of Fish)
4. Flocons de neige (The Secret of Now)
5. Tante ou Marraine (Adultescence)
6. Pour la vie (Til Death)
7. Une journée idéale (Such a Perfect Day)
8. Savoir pardonner (This Be the Verse)
9. Corps et Âme (Everything She Wants)
10. Jalousie (Mi Casa, Su Casa Loma)
11. Vie sous contrôle (She's Lost Control)
12. La Sorcière du sang (Erica the Vampire Slayer)
13. Apprentie Dieu (Leo)

### Deuxième saison (2009)
Cette deuxième saison de douze épisodes a été diffusée du 22 septembre au 8 décembre 2009 sur CBC.
1. Réconciliations (Being Dr Tom)
2. Pris au piège (Battle Royale)
3. Mère improvisée (Mamma Mia)
4. Savoir dire « non » (Cultural Revolution)
5. Un jour à revivre (Yes We Can)
6. Dire ou Ne pas dire (Shhh Don't Tell)
7. Les Problèmes des autres (The Unkindest Cut)
8. Derrière la façade (Under My Thumb)
9. Pas facile à dire (A River Run Through It, It Being Egypt)
10. Évoluer pour survivre (Papa Can You Hear Me)
11. Des hauts et des bas (What Goes Up Must Come Down)
12. Le Grand Saut (The Importance of Being Erica)

### Troisième saison (2010)
La troisième saison de treize épisodes a été diffusée du 21 septembre au 15 décembre 2010 sur CBC.
1. Apprentie Psy (The Rabbit Hole)
2. Tourner la page (Moving on Up)
3. Œil pour œil, dent pour dent (Two Wrongs)
4. Une matinée sans fin (Wash, Rinse, Repeat)
5. La Vie rêvée d’Adam (Being Adam)
6. Les Aléas du désir (Bear Breasts)
7. L’Amitié (Jenny From the Block)
8. Les Moments de la vie (Physician, Heal Thyself)
9. Question d'éthique (Gettin' Wiggy Wit' It)
10. Le Bon Choix (The Tribe Has Spoken)
11. Le Choix du cœur (Adam's Family)
12. Le Test (Erica, Interrupted)
13. Noël idéal (Fa La Erica)

### Quatrième saison (2011)
Le 10 février 2011, la chaîne a renouvelé la série pour une quatrième saison de onze épisodes, diffusée du 26 septembre au 12 décembre 2011 sur CBC.
1. Dr Qui ? (Doctor Who?)
2. Osso Barko (Osso Barko)
3. Jeune Maman (Baby Mama)
4. Question de personnalité (Born This Way)
5. Les Péchés du père (Sins of the Father)
6. Si on pouvait recommencer (If I Could Turn Back Time)
7. Les Vies rêvées d'Ethan (Being Ethan)
8. Répondez-moi (Please, Please Tell Me Know)
9. Erica au pays des merveilles (Erica's Adventures in Wonderland)
10. Pourim (Purim)
11. Dr Érica (Dr Erica)

## Accueil

### Audiences
- L'épisode pilote a été regardé par 575 000 téléspectateurs, selon BBM Nielsen Media Research, au Canada[8].
- En France, lors de la rediffusion de l'épisode pilote sur Gulli, il a été regardé par 383 000 téléspectateurs.

## Commentaires
- La série a d'abord été annoncée par la CBC sous le titre de The Session[9], mais a été renommée en Being Erica avant de débuter en 2009.
- La créatrice de la série, Jana Sinyor, a déclaré : « La saison 4 marquera la fin de Being Erica. Il est important pour Aaron et moi-même d'être en mesure de terminer l'histoire d'une manière qui satisfera notre public. »[10].